# Chollima (tạp chí)
Chollima (tiếng Triều Tiên: 천리마; Hancha: 千里馬; Romaja: Thiên Lý Mã) là tạp chí giáo dục hàng tháng của Cộng hòa Dân chủ Nhân dân Triều Tiên. Tạp chí này được xuất bản lần đầu tiên vào tháng 1 năm 1959, ban đầu nhằm ủng hộ Phong trào Chollima. Nhà xuất bản chính là Ban Biên tập Chollima trực thuộc Nhà xuất bản Văn học và Nghệ thuật (문학예술종합출판사). Không giống như hầu hết các tạp chí khác trong nước, tạp chí này chỉ nhắm đến đối tượng chính là công chúng.